# Megagram
Megagram (symbol Mg) – pochodna jednostka masy w układzie SI (także pochodna jednostka masy w stosowanym dawniej układzie CGS) równa jednemu milionowi gramów (1 000 000 g), popularna nazwa – tona.